# Mike Green (Eishockeyspieler, 1979)
Michael A. „Mike“ Green (* 23. Oktober 1979 in Victoria, British Columbia) ist ein ehemaliger kanadischer Eishockeyspieler und derzeitiger -scout, der im Verlauf seiner aktiven Karriere zwischen 1996 und 2010 unter anderem über 270 Spiele für die Nürnberg Ice Tigers, Hannover Scorpions und Grizzly Adams Wolfsburg in der Deutschen Eishockey Liga (DEL) auf der Position des Centers bestritten hat. Darüber hinaus absolvierte Green insgesamt 24 Partien für die Florida Panthers und New York Rangers in der National Hockey League (NHL).

## Karriere
Green absolvierte seine Juniorenkarriere in der kanadischen Juniorenliga Western Hockey League (WHL), wo er für die Kootenay Ice und deren Vorgängerteam, die Edmonton Ice, auf dem Eis stand. Mit den Ice gewann der Mittelstürmer am Ende der Saison 1999/2000 die Meisterschaft der WHL in Form des President’s Cups. Zudem fand er sich am Saisonende im Second All-Star Team der East Division der Liga wieder und nahm mit dem Team am Memorial Cup teil. Im NHL Entry Draft war Green unberücksichtigt worden.
Um im Profibereich Fuß zu fassen, war der Angreifer im April 2000 als Free Agent von den Florida Panthers aus der National Hockey League (NHL) unter Vertrag genommen worden. Zunächst setzen sie ihn in den Minor Leagues United Hockey League (UHL), East Coast Hockey League (ECHL) und American Hockey League (AHL) bei ihren Farmteams ein. Erst in der Saison 2003/04 wurde Green von den Panthers erstmals in der NHL eingesetzt und kam auf insgesamt elf Partien. Im März 2004 wurde er über den Waiver von den New York Rangers ausgewählt und beendete dort schließlich die Spielzeit. Für die Rangers lief er 13-mal auf.
Aufgrund des Lockouts und des Ausfalls der NHL-Saison 2004/05 schloss sich der vertragslose Green im August 2004 den Nürnberg Ice Tigers aus der Deutschen Eishockey Liga (DEL) an. In der folgenden Spielzeit 2005/06 schnürte er seine Schlittschuhe für den Ligakonkurrenten Hannover Scorpions. Zum Spieljahr 2007/08 kehrte Green nach Nordamerika zurück, um für die Iowa Stars in der AHL zu spielen, nachdem die New York Rangers seine NHL-Transferrechte im Juni 2006 an Iowas Partnerteam Dallas Stars abgegeben hatten. Nach einer Saison schloss er sich jedoch wieder den Scorpions in der DEL an. Zur Saison 2008/09 unterschrieb Green einen Vertrag beim Lokalrivalen Grizzly Adams Wolfsburg, wo der 31-Jährige sich im November 2010 entschied, seine Karriere aufgrund von Verletzungsproblemen zu beenden. Mit den Wolfsburgern hatte er im Jahr 2009 den deutschen Pokalwettbewerb gewonnen.
Nach seinem Karriereende begann Green als Scout zu arbeiten und war zwischen 2013 und 2015 zunächst für die Tri-City Americans aus der WHL tätig. Danach arbeitete er ab 2015 mit Unterbrechungen für deren Ligakonkurrenten Vancouver Giants.

## Erfolge und Auszeichnungen
- 2000 President’s-Cup-Gewinn mit den Kootenay Ice
- 2000 WHL East Second All-Star Team
- 2009 Deutscher Pokalsieger mit den Grizzly Adams Wolfsburg

## Karrierestatistik
(Legende zur Spielerstatistik: Sp oder GP = absolvierte Spiele; T oder G = erzielte Tore; V oder A = erzielte Assists; Pkt oder Pts = erzielte Scorerpunkte; SM oder PIM = erhaltene Strafminuten; +/− = Plus/Minus-Bilanz; PP = erzielte Überzahltore; SH = erzielte Unterzahltore; GW = erzielte Siegtore; 1 Play-downs/Relegation; Kursiv: Statistik nicht vollständig)